# Hypericum costaricense
Hypericum costaricense är en johannesörtsväxtart som beskrevs av N.K.B. Robson. Hypericum costaricense ingår i släktet johannesörter, och familjen johannesörtsväxter. Inga underarter finns listade i Catalogue of Life.

## Bildgalleri

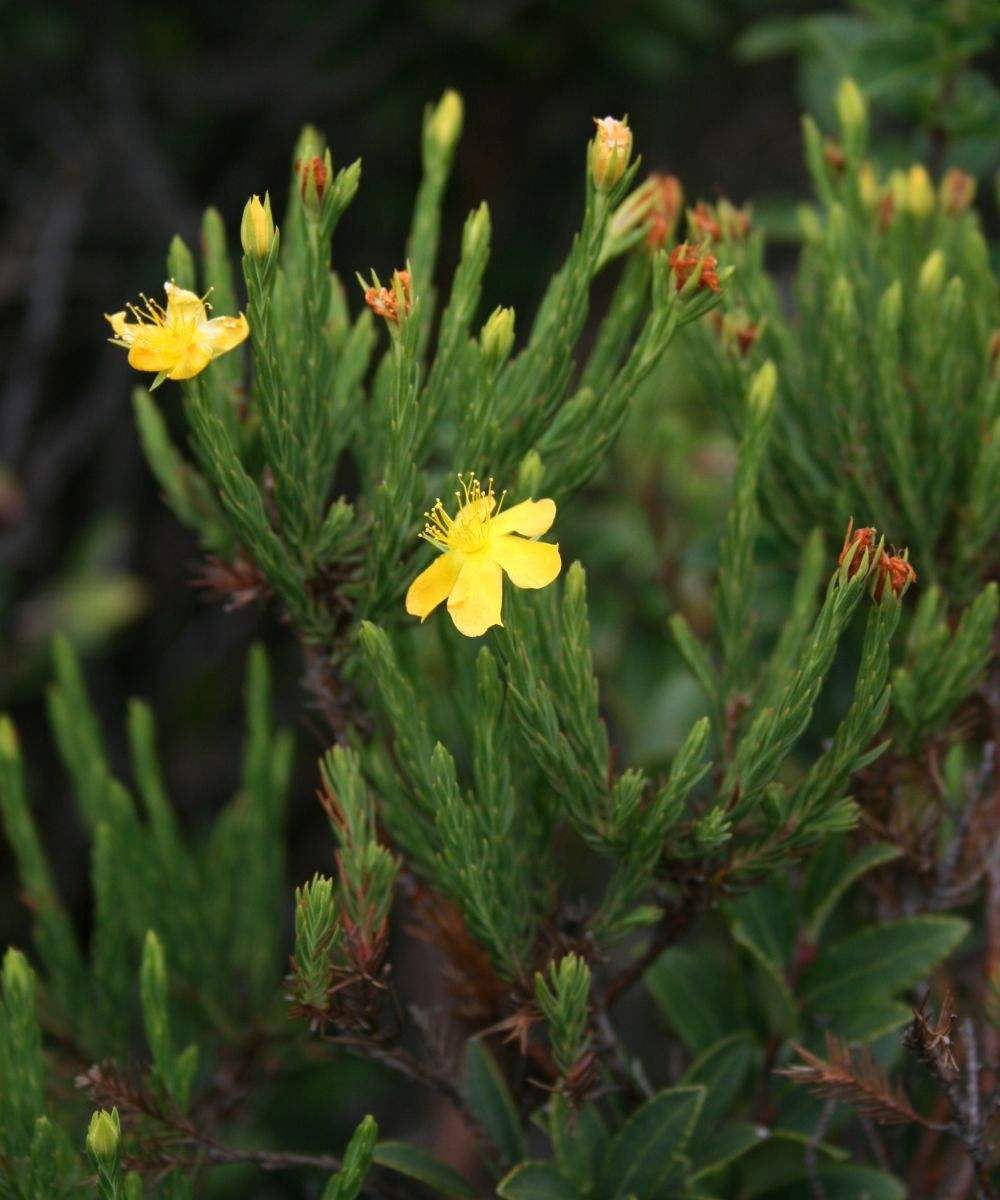
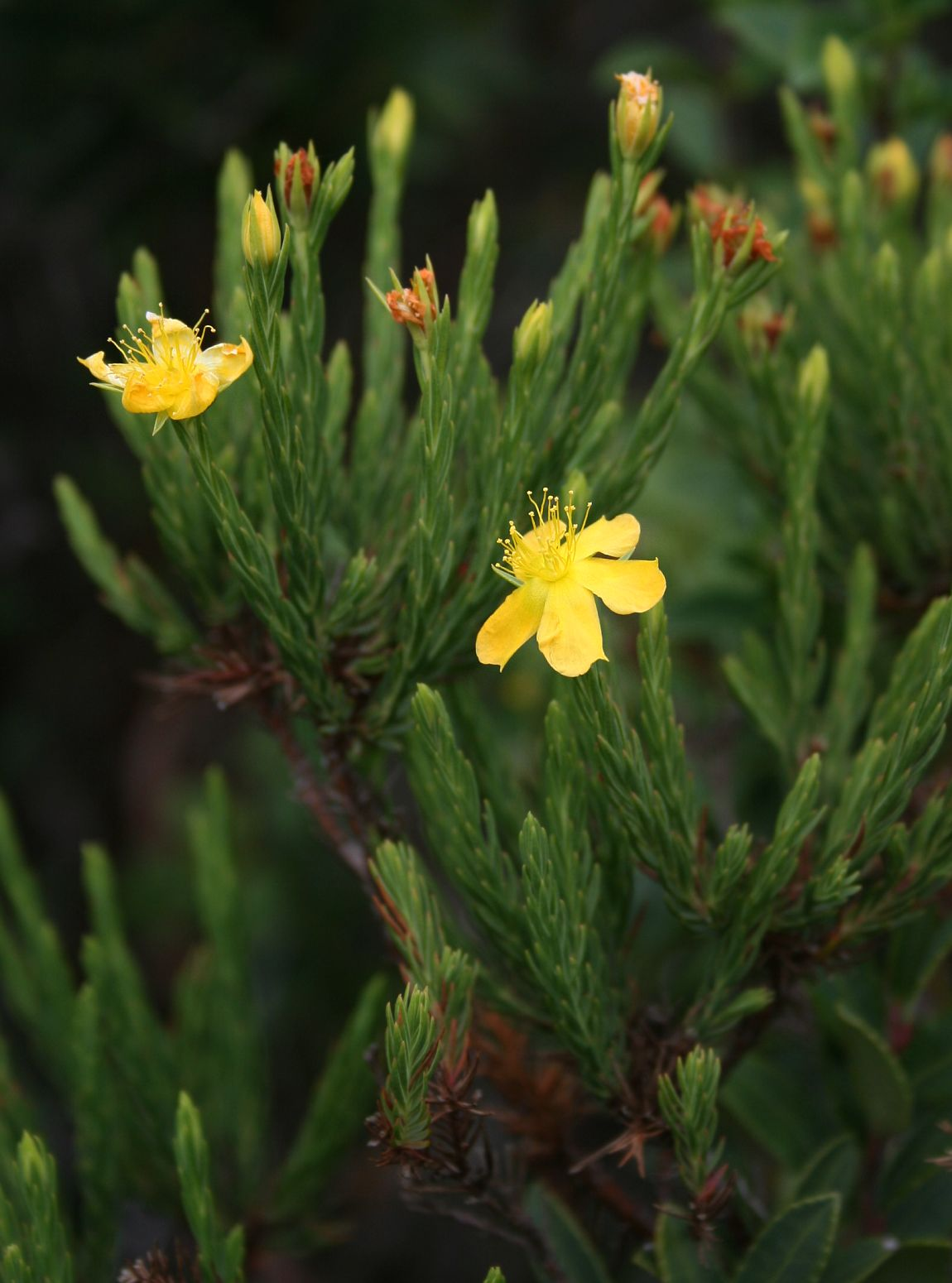
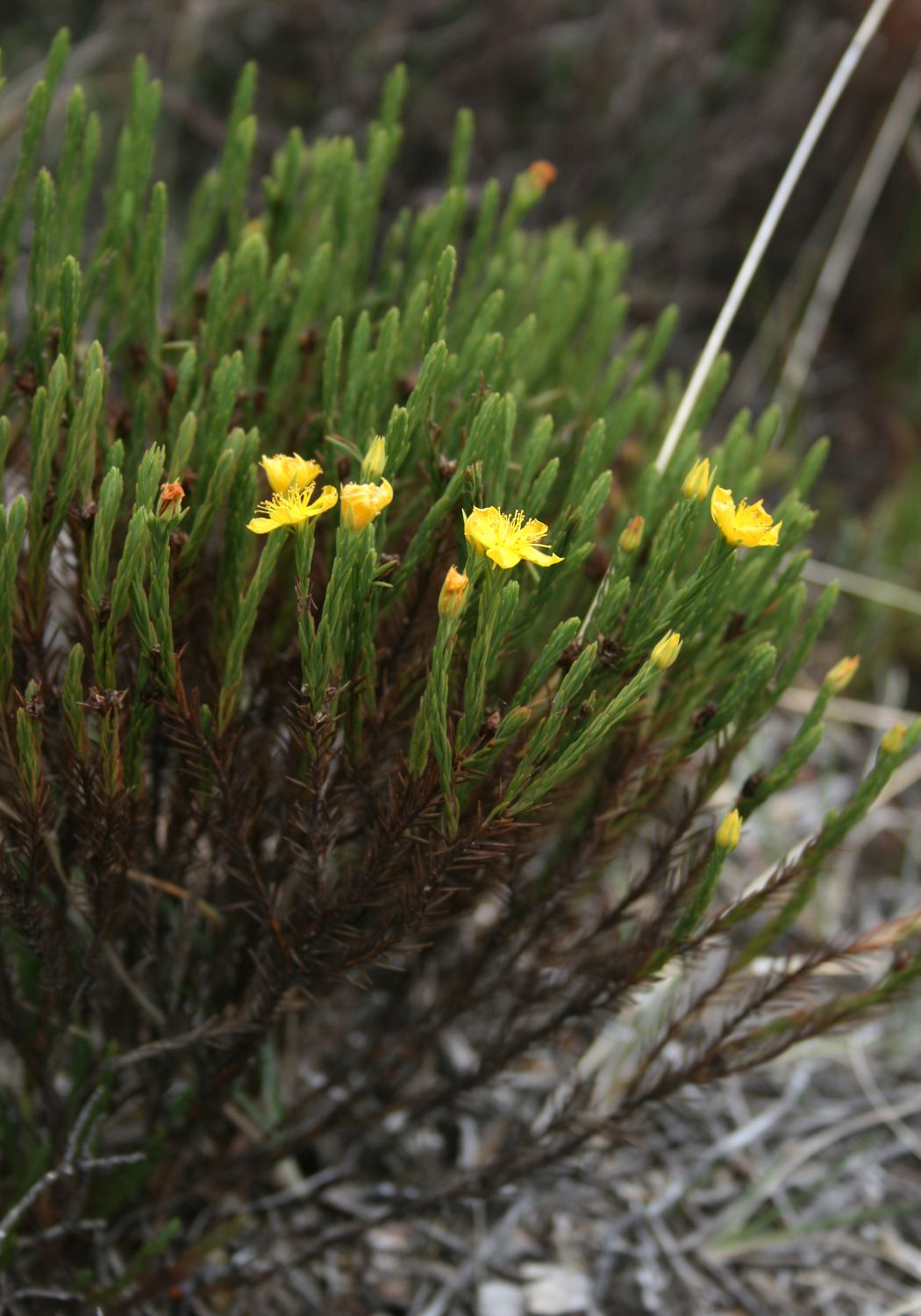
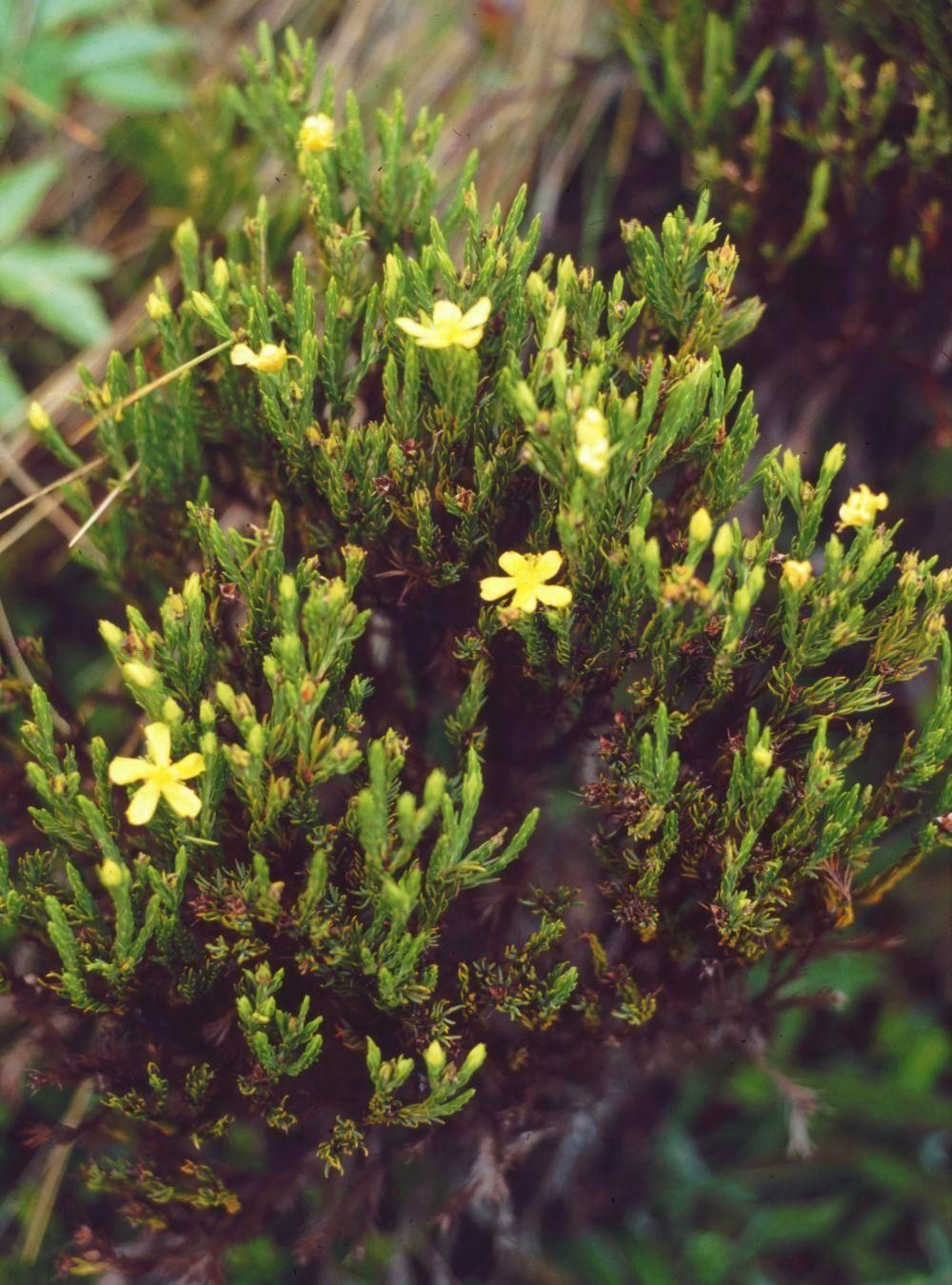